# دیپاخ
دیپاخ (به لوکزامبورگی: Dippech) یک شهرداری در استان کاپلن کشور لوکزامبورگ است که ۱۷٫۴۲ کیلومترمربع مساحت دارد و جمعیت آن در سال ۲۰۰۹ میلادی ۳۵۷۳ نفر بوده‌است.